# Kalkaster
De Kalkaster (Aster linosyris; synoniemen: Chrysocoma linosyris, Linosyris vulgaris, Galatella linosyris of Crinitaria linosyris) is een overblijvende plant uit de composietenfamilie (Asteraceae).
Deze plant onderscheidt zich van andere asters door de samenstelling van zijn bloemhoofdjes. Deze soort heeft uitsluitend buisvormige schijfbloempjes (die in een bebladerde pluim bijeen staan), waar andere asters zowel buis- als lintbloempjes heeft. Hij kan een hoogte bereiken van 20 tot 50 cm en bloeit van juli tot september. Hij heeft verschillende dunne opgerichte stengels met een afwisselende bladstand met lijnvormige bladeren met een ruige rand.  
De soort komt voornamelijk voor in Zuid-Europa en heeft een voorkeur voor rotsige zonrijke  hellingen. In België komt hij sporadisch voor in de Ardennen.